# Derek Lalonde
Derek Lalonde (* 18. August 1972 in Brasher Falls, New York) ist ein US-amerikanischer Eishockeytrainer. Von Juni 2022 bis Dezember 2024 war er als Cheftrainer der Detroit Red Wings aus der National Hockey League (NHL) tätig. Seit Juni 2025 fungiert er als Assistenztrainer bei den Toronto Maple Leafs.

## Karriere
Derek Lalonde studierte am State University of New York College at Cortland („SUNY Cortland“) und spielte dabei zwischen 1990 und 1995 auf der Torhüterposition für deren Eishockeyteam in der dritten Division der National Collegiate Athletic Association (NCAA). Nachdem er dort 1995 einen Bachelor of Science im Bereich Bildung (Education) erworben hatte, folgte 1998 ein Master in Higher Education Administration vom Massachusetts College of Liberal Arts, das bis 1997 unter dem Namen North Adams State College firmierte. Während dieser Zeit übernahm er bereits Aufgaben eines Assistenztrainers bei deren Eishockeymannschaft, die er später auch am Lebanon Valley College (1998–2000) sowie am Hamilton College (2000–2002) innehatte, allesamt ebenfalls in Division III der NCAA. Zur Saison 2002/03 gelang dem US-Amerikaner der Sprung in die Top-Division der NCAA und somit die höchste College-Spielklasse des Landes, indem er in gleicher Funktion von der Ferris State University verpflichtet wurde. Nach vier Jahren dort wechselte er 2006 an die University of Denver, wo er ebenfalls als Assistenztrainer hinter der Bande stand.
2011 übernahm Lalonde als Cheftrainer und General Manager die Geschicke der Green Bay Gamblers aus der United States Hockey League (USHL), der höchsten Juniorenliga der USA. Das Team führte er 2012 zum Gewinn des Clark Cups, während er persönlich als bester Trainer der Liga ausgezeichnet wurde. Parallel dazu betreute er eine Nachwuchsnationalmannschaft der USA bei der World Junior A Challenge 2013 als Cheftrainer und gewann dort mit dem Team die Goldmedaille. Zur Saison 2014/15 übernahm er die Toledo Walleye aus der ECHL als Headcoach und war somit erstmals im Profibereich aktiv, wobei er gleich in seiner ersten Spielzeit den John Brophy Award als bester Trainer der Liga erhielt. Nach zwei Jahren dort gelang ihm der „Aufstieg“ in die American Hockey League (AHL), wo er als Cheftrainer der Iowa Wild engagiert wurde. Diese wiederum trainierte er ebenfalls zwei Jahre, ehe ihn im Jahre 2018 die Tampa Bay Lightning aus der National Hockey League (NHL) als Assistenten von Jon Cooper verpflichteten. Dort hatte er Anteil an den Stanley-Cup-Erfolgen in den Jahren 2020 und 2021.
Nach vier Spielzeiten in Tampa wurde Lalonde im Juni 2022 als neuer Cheftrainer der Detroit Red Wings vorgestellt, wo er die Nachfolge von Jeff Blashill antrat. Steve Yzerman, General Manager der Red Wings, hatte ihn 2018 noch in gleicher Rolle zu den Tampa Bay Lightning geholt. Eben jener entließ ihn im Dezember 2024 bei ausbleibendem sportlichen Erfolg, wobei Todd McLellan seine Nachfolge antrat.
Im Juni 2025 wurde er als neuer Assistenztrainer bei den Toronto Maple Leafs vorgestellt.

## Erfolge und Auszeichnungen
| - 2012 Clark-Cup-Gewinn mit den Green Bay Gamblers - 2012 USHL-Trainer des Jahres - 2013 Goldmedaille bei der World Junior A Challenge | - 2015 John Brophy Award - 2020 Stanley-Cup-Gewinn mit den Tampa Bay Lightning (als Assistenztrainer) - 2021 Stanley-Cup-Gewinn mit den Tampa Bay Lightning (als Assistenztrainer) |

## Sonstiges
Sein Spitzname ist seit seiner Collegezeit Newsy, nach dem Lacrosse- und Eishockeyspieler Newsy Lalonde. Lalonde gibt an, dass manche Mitmenschen seinen eigentlichen Vornamen gar nicht kennen würden.